# Odontosyllis polycera
Odontosyllis polycera är en ringmaskart som först beskrevs av Schmarda 1861.  Odontosyllis polycera ingår i släktet Odontosyllis och familjen Syllidae. Inga underarter finns listade i Catalogue of Life.